# 萬安瀑布
萬安瀑布，是東港溪源流萬安溪北側支流的一個多階連瀑，瀑布標高約550公尺至390公尺，共有四層，落差約160公尺，又因位於瑪家鄉佳義村境內，故又名「佳義瀑布」。遊客多由泰武鄉萬安國小旁產業道路前往。自萬安國小起約8.5公里為道路終點，通過崩壁再步行約200多公尺即可抵達，道路後段路況不佳。

## 解
1. ↑  根據《臺灣通用電子地圖【NLSC】》、《臺灣通用正射影像【NLSC】》對照。